# Percy Mockler
Percy Paul Mockler est un homme politique canadien.

## Biographie
Percy Paul Mockler est né le 14 avril 1949 à Saint-Léonard, au Nouveau-Brunswick. Il étudie au Collège Saint-Louis-Maillet d'Edmundston puis à l'Université de Moncton. Son épouse de nomme Suzanne Soucy et le couple a quatre enfants.
Il est député de Madawaska-Sud à l'Assemblée législative du Nouveau-Brunswick de 1982 à 1987 en tant que progressiste-conservateur. Il est réélu dans la même circonscription, toujours sous la bannière progressiste-conservatrice, en 1993, en 1995, en 1999, en 2003 et en 2006. Il est nommé sénateur en 2009.
C'est un Néo-Brunswickois francophone, il participe à ce titre à la section Canadienne de l'Assemblée parlementaire de la Francophonie, dont il est le secrétaire parlementaire.